# Rumaila
Rumaila est un gisement pétrolier situé à la pointe sud de l'Irak, dont une petite partie déborde en territoire koweïtien. Découvert en 1953, il est généralement considéré comme le deuxième plus grand gisement iraquien après Kirkouk, qu'il dépasse en termes de production. Beydoun estime le pétrole originellement en place à 51 Gbbl, ce qui semble cohérent avec les chiffres de l'ordre 20 Gbbl récupérables que l'on rencontre dans de nombreuses sources.
Selon une présentation donnée par un représentant du gouvernement irakien, la moitié sud du gisement serait sévèrement déplétée, ayant produit plus de 8 Gbbl sur les 11 initialement récupérables. La présentation ne donne pas de quantités pour la moitié nord, qui semble largement moins déplétée, la production totale du gisement étant de l'ordre de 11 Gbbl à ce jour. On peut donc estimer que Rumaila, dans son ensemble, est à moitié épuisé.
Le gisement a été plusieurs fois impliqué dans l'histoire du pays. L'Iraq accusa le Koweit de forer dans ses réserves, ce qui fut l'une des causes de la deuxième guerre du Golfe. Les puits furent incendiés par les forces iraquiennes en retrait à la fin du conflit. Au début des années 2000, le gisement, comme Kirkouk, fut surexploité avec des moyens de fortune, et soumis à des pratiques anormales, comme la réinjection de pétrole dégazé. Ces deux derniers épisodes pourraient avoir endommagé le réservoir.
Juste avant le conflit récent en 2003, lors duquel les forces irakiennes avaient enfoui 100 000 mines afin d'entraver la progression coalisée, la capacité de production du gisement était estimée à 1,3 Mbbl/j, soit 40 % environ de la capacité du pays. Actuellement, la production est moindre, pénalisée par le manque de pièces, le sabotage, le manque de main-d'œuvre, etc. Des travaux de réhabilitations sont en cours sur de nombreux puits.

## Gaz naturel
Dès 1955, le gouvernement iraquien demande à la Iraq Petroleum Company (IPC, alors contrôlée par les grands pétroliers étrangers) de créer une centrale électrique avec le gaz naturel du site. L'IPC refuse car cela implique des changements industriels qui peuvent affecter le rendement de l'extraction pétrolière.
Le torchage du gaz naturel sur le site aurait été le plus intensif au monde selon un article de la BBC de 2022. Un fort taux de leucémie aurait été observé dans le village voisin North Rumaila,.
En août 2021, le gouvernement iraquien valide la scission du site de Rumaila du portefeuille BP en Iraq pour créer Basra Energy Ltd, société indépendante co-détenue par BP et la CNPC et orientée vers les nouvelles énergies. Cette démarche permet au site de Rumaila de s'ouvrir aux investisseurs internationaux.
En 2023, une usine de gaz naturel liquéfié est inaugurée, avec une capacité de production de 200 mcb par jour. Il s'agit de la première usine de gaz naturel liquéfié inaugurée dans le pays. Parallèlement, la production pétrolière augmente.

## Source
1. 1 2 3  (en) Taif Alkhudary, « Southern Iraq’s toxic skies are a colonial legacy », sur www.aljazeera.com (consulté le 3 août 2023)
2. ↑  Z. R. Beydoun, The Middle East : Regional Geology and Petroleum Resources, Scientific Press Ltd., 1988
3. ↑   http://www.spe.org/specma/binary/files/5743773special_session_ghadhban_thamir.pdf, slide 4
4. ↑  (en-GB) « BP in oil field where ‘cancer is rife’ », BBC News,‎ 30 septembre 2022 (lire en ligne, consulté le 3 août 2023)
5. ↑  (en) « Iraq approves BP plan to spin off giant Rumaila oilfield », Reuters,‎ 24 août 2021 (lire en ligne, consulté le 3 août 2023)
6. ↑  (en-US) « Oil Ministry inaugurates natural gas liquefaction plant in Rumaila oilfield », sur Iraqi News, 31 mai 2023 (consulté le 3 août 2023)
7. ↑  (en-US) The Media Line Staff, « Iraq's First Natural Gas Liquefaction Plant Opens in Basra, Targets Reduction in Gas Flares », sur The Media Line, 1er juin 2023 (consulté le 3 août 2023)
8. ↑  (en) Rowena Edwards, « Iraq targets 7-mln-bpd oil output capacity in 2027 – SOMO head », Reuters,‎ 16 novembre 2022 (lire en ligne, consulté le 3 août 2023)